# آکیرا ترائو
آکیرا ترائو (انگلیسی: Akira Terao؛ زادهٔ ۱۸ مهٔ ۱۹۴۷) هنرپیشه، موسیقی‌دان و خواننده اهل کشور ژاپن است. وی از سال ۱۹۶۴ میلادی تاکنون مشغول فعالیت بوده‌است.
از فیلم‌هایی که وی در آن نقش داشته‌است می‌توان به رؤیاها، آشوب و پروفسور و معادله محبوبش اشاره کرد.